# Sansão (Turma da Mônica)
Sansão é um personagem criado por Mauricio de Sousa para a Turma da Mônica. É um dos mais famosos personagens da turma, sendo a marca registrada da personagem Mônica, sua dona.

## Concepção e criação
Sansão teve sua primeira aparição junto a Mônica, em 3 de março de 1963. Ele foi inspirado em um brinquedo de infância, um coelho grande e amarelo, recheado de palha, de Mônica Sousa, filha de Mauricio. Aos 7 anos, a filha do cartunista ganhou outro brinquedo em um programa de TV, e dessa vez era realmente um coelho azul.

### Nome
Inicialmente, o boneco de pelúcia não tinha nome, embora sempre aparecesse nas tirinhas. Em 1983, Roberta Carpi, uma garota de 2 anos, ganhou um concurso e o batizou como Sansão. Ele apareceu com esse nome pela primeira vez em "Tum Dum Tum Dum Tum Dum", na revista Mônica de número 161, publicada em setembro daquele ano pela editora Globo.

### Características
O coelhinho de Mônica é azul, e tem dentes que se assemelham aos da personagem, além de grandes orelhas que sempre são o principal alvo de Cebolinha e os outros garotos do bairro, já que eles sempre querem amarrá-las.

### Aparições
Sansão tem várias aparições, incluindo uma em que faz parte de um plano de Cebolinha, o qual quer usá-lo contra sua própria dona. Ele é frequentemente usado para bater principalmente em Cebolinha e Cascão. No episódio "O caça Sansão", já na série animada, Mônica revela que usa outros bichos de pelúcia como "estepes" quando não encontra Sansão ou quando este falha. No mesmo episódio, o brinquedo é encontrado por um cientista que o faz ficar gigante, fazendo com que Cebolinha tenha que usar uma arma contra o boneco para diminuí-lo ao seu tamanho original. Também se revelou que o coelho trata sua dona como mãe e Cebolinha como pai.

## História
Na série, foi contada a história de um segundo coelho de Mônica, de coloração amarela e chamado Hércules. Além disso, Sansão possui uma companheira, a coelha de pelúcia rosa Dalila.[carece de fontes?] Também foi revelada a existência de outros bichos de pelúcia de sua dona, incluindo um urso rosa.

### Hércules
Segundo o episódio "O Coelhinho Amarelo", após Mônica contar uma grande história que, na verdade, lhe era contada por sua mãe quando ia dormir, dona Luísa revelou que, na verdade, ele foi comprado após sua filha perder o coelho azul tradicional. Apesar disso, no final do episódio, Cebolinha e Cascão descobrem o que foi denominado pelo primeiro de "Monicaverna", e a mãe de Mônica lhe diz para tomar cuidado ao contar sobre Hércules.

## Repercussão
Em 2020, foi criado um trono de Sansões em exposição no Conjunto Nacional como parte do Projeto Donas da Rua.

Em 2023, foi lançado a ação #CoelhadasGigantes. O projeto, que faz parte da Mônica 60, colocou um Sansão de 11,5 metros em locais importantes das capitais do Brasil. Foi feita a instalação de uma versão inflável sobre o prédio do Congresso Nacional. O personagem foi caracterizado segurando um cordão de girassol, e foi parte de uma intervenção artística chamada "Coelhadas Gigantes".